# Juncus jacquinii
Juncus jacquinii L. – gatunek rośliny wieloletniej z rodziny sitowatych, występującej w Alpach i północnych Apeninach. Preferuje brzegi nad strumieniami, wilgotne, ubogie w wapń łąki, 1700–3200 m n.p.m.; występuje w Alpach i północnych Apeninach.

## Morfologia
PokrójRoślina gęstodarniowa o ciemnozielonej barwie, z łodygami wzniesionymi i gładkimi lub słabo żeberkowanymi, wysokości do 30 cm. Pęd kwiatowy u podstawy otoczony pochwami, z jedną podsadką w pobliżu czarnobrązowego kwiatostanu.
LiścieLiście odziomkowe gładkie i cienkie.
KwiatyZebrane w kwiatostan boczny, główkowaty, w rozrzutce, 6–15–kwiatowy. 6 działek okwiatu, błyszcząco czarnobrązowych; 6 pręcików. Kwitnie od lipca do października.

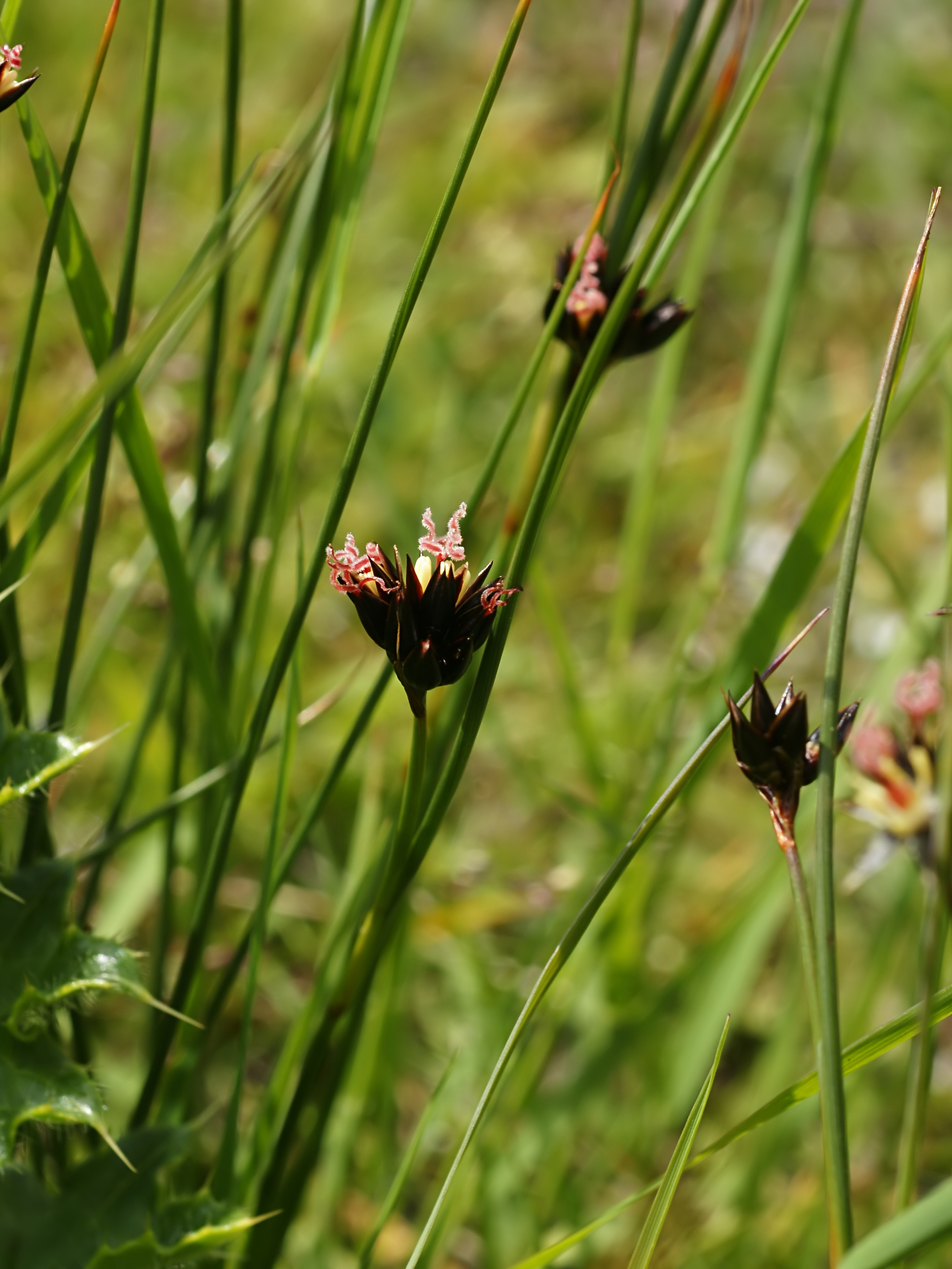
Juncus jacquinii, Szwajcaria
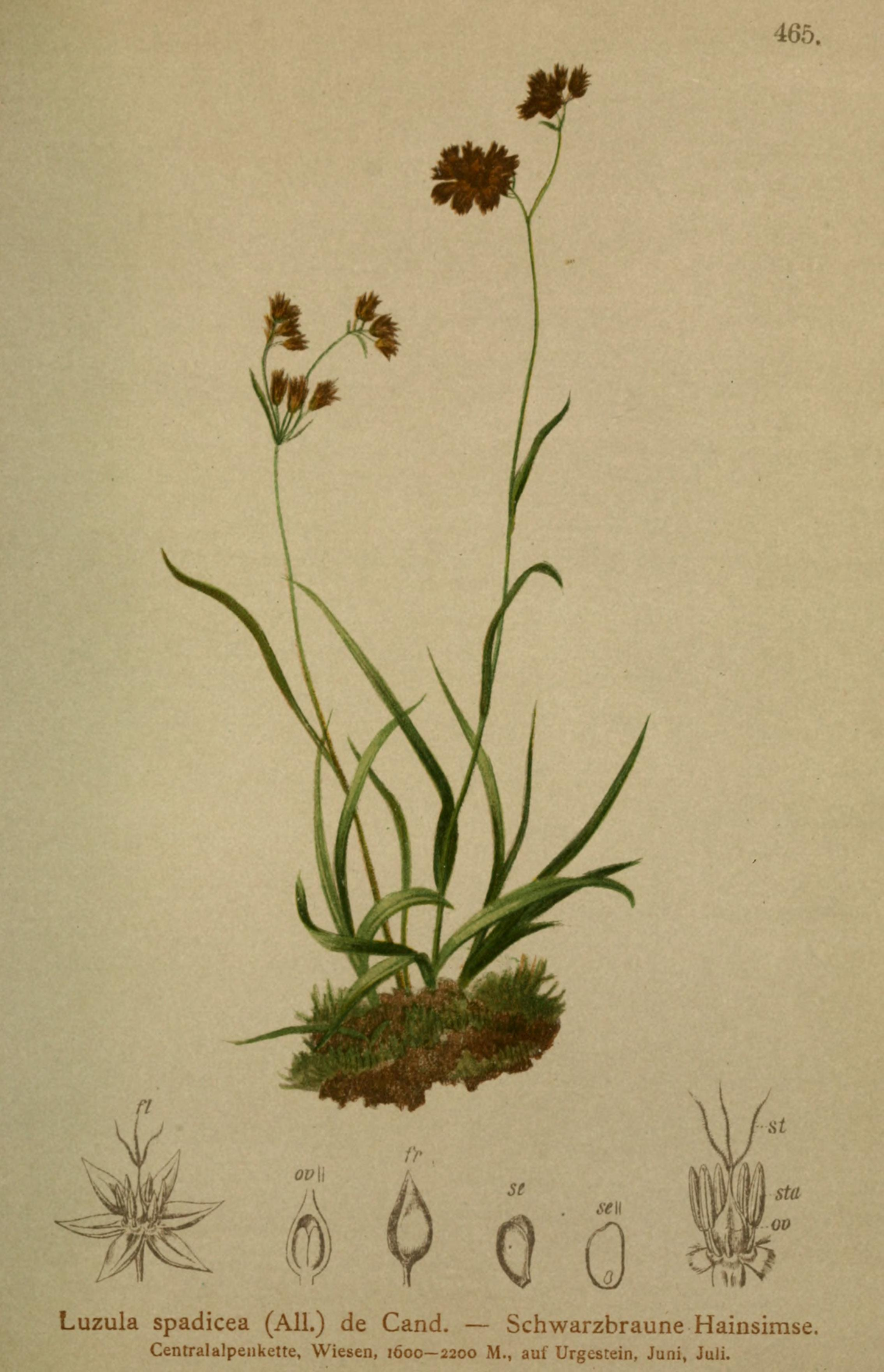
Ilustracja w Atlas der Alpenflora z 1882 roku